# عقرب، حماة
عقرب (به عربی: عقرب) یک منطقهٔ مسکونی در سوریه است که در ناحیه حربنفسه واقع شده‌است. عقرب ۸٬۴۲۲ نفر جمعیت دارد.